# Canelo Álvarez
Santos Saúl Álvarez Barragán (Guadalajara, 18 de julio de 1990), más conocido por su apodo Canelo Álvarez, es un boxeador profesional mexicano. Actualmente ostenta el título de campeón mundial en la división de peso supermediano, logrando los cinturones de la AMB, CMB, OMB, FIB y The Ring.
A lo largo de su carrera, Álvarez ha ostentado títulos en diversas divisiones. Se convirtió en campeón de peso mediano de la WBA (Súper), WBC, IBF y The Ring. Además, logró títulos en la categoría de peso superwélter, proclamándose campeón de la WBA (Súper), WBC, WBO y The Ring. También incursionó en la división de peso semicompleto, donde se coronó campeón de la WBO.
Es conocido por su habilidad como contra-golpeador atributo que lo han posicionado entre los pugilistas más notables en la historia del boxeo mexicano. En un combate sucedido el 15 de septiembre de 2018, logró una victoria sobre el boxeador kazajo Guennadi Golovkin, asegurando así los títulos de peso medio otorgados por el Consejo Mundial de Boxeo (CMB) y la Asociación Mundial de Boxeo (AMB). Esta pelea fue distinguida con el título de mejor combate del año 2018. Su éxito en el cuadrilátero lo llevó a ser reconocido con el título de Boxeador del Año por la prestigiosa revista The Ring en 2019. Además, recibió la nominación como Peleador de la Década por parte de la Asociación de Escritores de Boxeo de los Estados Unidos.
Desde 2015 hasta la actualidad, ha sido considerado uno de los 10 mejores boxeadores del mundo, libra por libraEntre 2017 y 2022 fue considerado como el Boxeador número 1, libra por libra, por la revista The Ring, BoxRec ESPN, la Junta Transnacional de Rankings de Boxeo y la Asociación de Escritores de Boxeo de los Estados Unidos.
El 1 de mayo de 2024, Oscar de la Hoya, exboxeador y actual promotor, y Saúl Álvarez protagonizaron un conato de bronca que estuvo cerca de llegar a los golpes en la presentación de la pelea entre Álvarez y Jaime Munguía.

## Carrera amateur

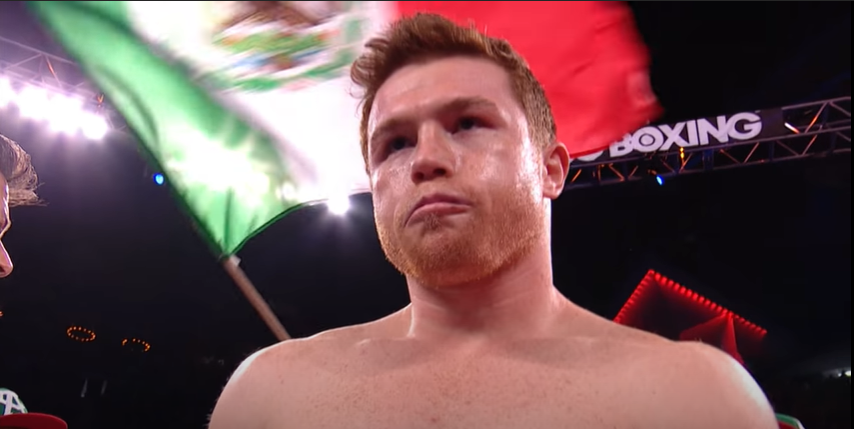
Saul Alvarez(Canelo) en su pelea contra Gennady Golovin en 2017 en el T-Mobile Arena

A los 13 años de edad, dio sus primeros pasos en el boxeo, inspirado por el debut profesional de su hermano mayor, Rigoberto Álvarez.
En el año 2004, obtuvo la medalla de plata en el Campeonato Nacional Juvenil, llevado a cabo en Sinaloa, donde se enfrentó al representante local, Mario Abel Cazares. Un año más tarde, se coronó con la medalla de oro en la Olimpiada Juvenil de 2005, realizada en Tuxtla Gutiérrez. Durante su etapa como amateur, Canelo acumuló un récord de 44 victorias (12 de ellas por nocaut) y 2 derrotas.

## Carrera profesional

### Debut y primeros campeonatos
El 29 de octubre de 2005, debutó como profesional en la Arena Chololo Larios de Tonalá, Jalisco, a la edad de 15 años y 3 meses. Enfrentó a Abraham González y logró una victoria por nocaut técnico en el cuarto episodio. El 2 de agosto de 2008, obtuvo el título wélter de la Fedecentro (Federación Latinoamericana de Comisiones de Boxeo Profesional), reconocido por la Asociación Mundial de Boxeo (WBA), al vencer a Carlos Adán Jerez. Posteriormente, el 17 de enero de 2009, en el Foro Scotiabank de la Ciudad de México, noqueó a Tony "Mazatleco" Fitch, consolidando su posición como monarca wélter de la Federación Norteamericana de Boxeo (NABF). El 21 de febrero de 2009 en Zapopan, Jalisco, logró noquear en el 11.º asalto ante el dominicano Euri González, obteniendo el título latino wélter de la Organización Mundial de Boxeo (WBO). El 1 de mayo de 2010, inició su etapa bajo la promotora Golden Boy Promotions, enfrentando a José Miguel Cotto en el duelo coestelar que acompañaba la pelea de Floyd Mayweather, Jr. contra Shane Mosley en Las Vegas, donde "Canelo" Álvarez ganó por nocaut técnico en el noveno asalto.

### Superwélter

#### Álvarez vs Hatton: Primera corona mundial
El 5 de marzo de 2011, obtuvo una victoria sobre Matthew Hatton por decisión unánime, ganando así el cinturón vacante de peso superwélter del WBC. El combate, transmitido por HBO, tuvo lugar en el Honda Center en Anaheim, California. Durante el séptimo asalto, Álvarez recibió una penalización de un punto por golpear después de la indicación del árbitro. Los tres jueces otorgaron puntuaciones de 119-108 en favor de Álvarez. En esta pelea, Álvarez logró conectar el 47% de los 626 golpes que lanzó, incluyendo el 53 % de sus golpes de poder, en contraste con Hatton, cuya efectividad fue del 25 % en 546 golpes lanzados.
Con 20 años y 6 meses de edad, Álvarez se posicionó entre los 10 mexicanos más jóvenes en coronarse como campeones mundiales.

#### Álvarez vs Gómez
El 18 de septiembre de 2011, se enfrentó al pugilista Alfonso Gómez. En las semanas previas a la pelea, Gómez improvisó un "freestyle" durante una conferencia de prensa, en el cual mencionó una supuesta estafa relacionada con Golden Boy Promotions y Televisa, cuestionando el origen del cinturón superwélter del WBC que Álvarez ostentaba, sugiriendo que se lo habían "regalado". No obstante, la pelea se efectuó según lo acordado.
A lo largo del combate, Álvarez demostró superioridad y en el sexto episodio, a los 25 segundos (0:25), Gómez fue derrotado por nocaut técnico.

#### Álvarez vs Mosley
El 5 de mayo de 2012, defendió su título de peso superwélter del WBC en un enfrentamiento ante el púgilista estadounidense Shane Mosley. La pelea se llevó a cabo en el MGM Grand Garden Arena en Las Vegas. Durante los primeros asaltos, Mosley buscó aprovechar su experiencia al lanzar jabs y usar su alcance para controlar la distancia. Los jueces dictaminaron una decisión unánime en favor de Álvarez, con puntuaciones de 119-109, 118-110 y 119-108.

#### Álvarez vs Trout
El 20 de abril de 2013, se enfrentó al estadounidense Austin Trout en una pelea de unificación de títulos de peso superwélter. El enfrentamiento tuvo lugar en el Alamodome de San Antonio, Texas. Álvarez defendía su título del WBC, mientras que Trout ostentaba el cinturón de la AMB. Durante el séptimo asalto, Álvarez logró derribar a Trout. A pesar de este momento, la pelea se extendió hasta la decisión de los jueces, quienes otorgaron una victoria a Álvarez por decisión unánime. Las puntuaciones finales fueron 115-112, 116-111 y 118-109, todas a favor de Álvarez. Con este resultado, Álvarez unificó los títulos superwélter de la AMB y el WBC, Ring Magazine y lineal super welter

#### Álvarez vs Mayweather
El 14 de septiembre de 2013, se enfrentó al estadounidense Floyd Mayweather, Jr. La pelea, ampliamente conocida como "Mayweather vs. Álvarez", tuvo lugar en el MGM Grand Garden Arena en Las Vegas, Nevada. Al concluir los 12 asaltos, los jueces determinaron una victoria por decisión mayoritaria a favor de Floyd Mayweather Jr. Las tarjetas de puntuación reflejaron puntuaciones de 114-114, 116-112 y 117-111. Con esta victoria, Mayweather retuvo sus títulos y extendió su racha invicta.

#### Álvarez vs Lara
El 12 de julio de 2014, se enfrentó al cubano Erislandy Lara, en una pelea sin título en juego en un peso acordado de 155 libras, en la cual el mexicano se impuso en las tarjetas por decisión dividida. Los jueces anotaron 115-113 para Lara y 115-113 y 117-111. La pelea, como corrobora su resultado, fue muy pareja. El cubano conectó más golpes, pero el mexicano conectó más golpes de poder. Lara conectó 107 golpes de 386 lanzados en la pelea para un porcentaje de efectividad del 28%. 'Canelo' golpeó 97 veces al cubano de los 415 que tiró en el combate para una efectividad del 23%. En golpes de poder, Álvarez pegó 88 de 232 tirados para un 38% efectividad, mientras que el de Guantánamo pegó 52 de los 140 que lanzó para un 37% de precisión. En cuanto a los jabs, Lara conectó 55 de los 246 que lanzó, mientras que 'Canelo' 69 de los 183 que tiró en el combate.

#### Álvarez vs Kirkland
El 9 de mayo de 2015, se enfrentó al estadounidense James Kirkland, quien tenía un historial de 32 victorias, 28 de ellas por nocaut, y una única derrota. A pesar de su historial, Kirkland había estado inactivo durante alrededor de un año y medio antes de este combate. Durante el tercer asalto, Álvarez conectó un golpe de derecha en la quijada de Kirkland, resultando en un nocaut. Este momento atrajo la atención de la comunidad boxística y fue considerado para el reconocimiento de "Nocaut del Año"

#### Álvarez vs Smith: Quinta corona mundial
El combate se efectuó el 17 de septiembre de 2016. La pelea fue competitiva, pero con dominio de Álvarez. Fue a partir del sexto asalto cuando el poder superior de Álvarez se empezó a notar y en el séptimo asalto conectó un upper de izquierda a la barbilla y un gancho derecho a la sien y provocó la primera caída en la carrera de Smith, quien posteriormente se levantó y pudo continuar el combate. En el octavo asalto, Álvarez conectó un gancho a la boca del estómago de Smith derribando al británico de nueva cuenta. El combate duró hasta el noveno asalto, donde Canelo mandó de espaldas a la lona a Smith de un gancho al hígado. El árbitro hizo conteo, pero al observar la imposibilidad de Smith para levantarse, detuvo el combate a los 2:28 minutos del 9.º asalto, proclamando a Saúl Álvarez como nuevo campeón de peso superwélter de la WBO ante 51 249 asistentes en el AT&T Stadium de Arlington, Texas. Después del combate, Canelo Álvarez volvió a retar a Triple G para un futuro combate.

### Mediano

#### Álvarez vs Cotto: Primer título mundial mediano
El 21 de noviembre de 2015, se proclamó campeón del mundo del peso mediano del WBC, tras derrotar por puntos y por decisión unánime (117-111, 119-109, y 118-110) al puertorriqueño Miguel Cotto de 34 años de edad. Con esta victoria, "Canelo" consiguió su segundo título en dos categorías diferentes de peso (superwélter y mediano).

#### Álvarez vs Khan: Primera defensa mundial

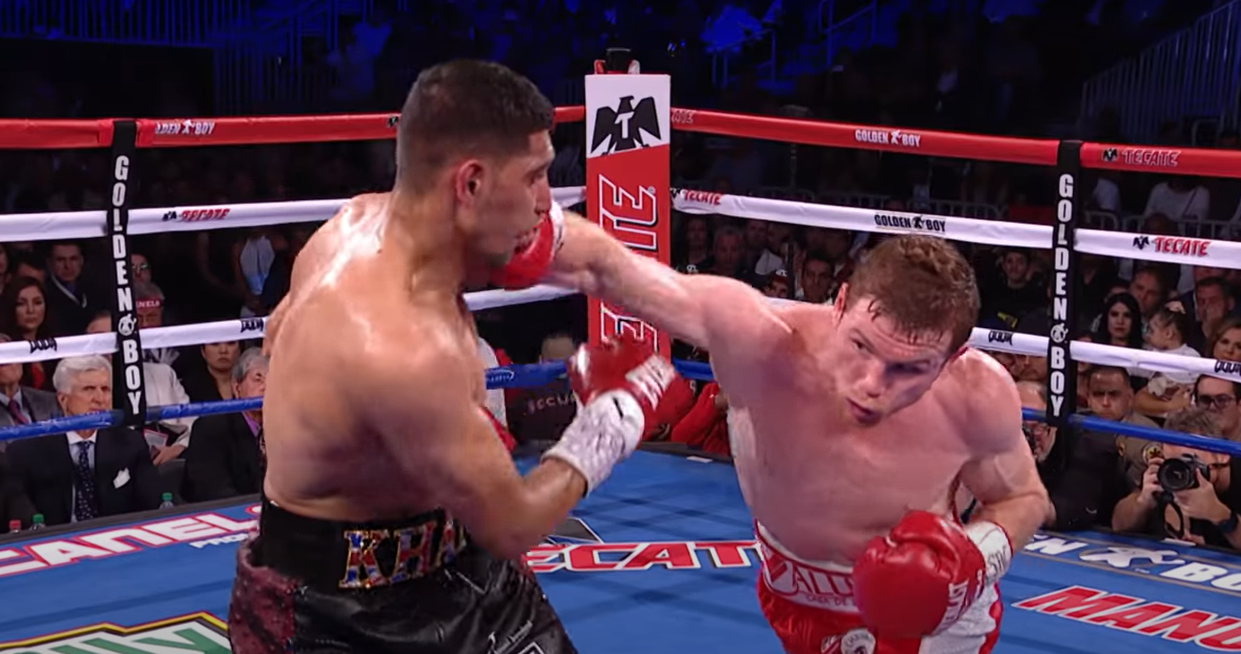
Álvarez conectando un golpe frente a Amir Khan

El 7 de mayo de 2016, se enfrentó al pugilista británico Amir Khan en la categoría de peso medio, en el T-Mobile Arena en Las Vegas, Nevada. En este enfrentamiento, Álvarez puso en juego su título de peso medio del CMB. Por su parte, Khan, quien provenía de divisiones más ligeras, subió de peso para desafiar a Álvarez en un intento por arrebatarle el título. A lo largo de la pelea, Álvarez demostró su superioridad en términos de poder y presencia física. Aunque Khan exhibió velocidad y habilidad, Álvarez logró conectar golpes más contundentes que resultaron en un nocaut en el sexto asalto. Después del combate, "Canelo" hizo unas declaraciones desafiantes a Gennady Golovkin, presente en ese mismo ring.

#### Controversia
La pelea entre Khan y Álvarez suscitó controversia debido a la disparidad en peso y tamaño entre los dos pugilistas. Amir Khan ascendió dos categorías de peso para enfrentar a Saúl Álvarez en la división de peso medio. Khan era naturalmente un boxeador de menor peso y había competido en divisiones de peso más bajas a lo largo de su carrera.
El desenlace de la pelea también fue objeto de debate. En el sexto asalto, Saúl Álvarez conectó un golpe contundente que dejó a Amir Khan noqueado. Esta conclusión suscitó preguntas sobre si el árbitro debió haber detenido la pelea antes, considerando la diferencia en peso entre los contendientes y el riesgo potencial de daño para Khan.

#### Álvarez vs Golovkin I
Inmediatamente después de la pelea contra Julio César Chávez, Jr. el 6 de mayo, Canelo Álvarez anunció que luego pelearía contra Golovkin el fin de semana el 16 de septiembre en una ubicación que podía ser determinada. Golovkin entró al ring durante el anunciamiento para ayudar a su promotor de lo que se venía adelante. Hablando a través de un traductor, Álvarez le dijo, «Golovkin, tú eres el siguiente, mi amigo... ¿Dónde estás?. La pelea está hecha. Nunca le he tenido miedo a nadie, desde los 15 años peleo como profesional». Cuando Golovkin llegó al ring, dijo, «Me siento muy entusiasmado. Ahora mismo es una historia diferente. En septiembre, será un estilo distinto, un espectáculo, un gran show. Estoy listo. Esta noche, primero quiero felicitar al Canelo y su equipo. Ahora mismo, pienso que todo el mundo está entusiasmado por septiembre. Canelo se lució muy bien esta noche, y al 100 por ciento él es el reto más grande de mi carrera. Buena suerte en septiembre (para Canelo)». En la conferencia de prensa de la post-pelea, ambos boxeadores se miraron frente a frente y hablaron sobre la pelea entre ambos.
El 9 de mayo, Eric Gómez, el presidente de Golden Boy le dijo a LA Times que Álvarez tendría una revancha inmediata por el contrato, mientras que Golovkin, si pierde, no tendría revancha asegurada. De La Hoya más tarde también reveló en una entrevista con ESPN que la pelea tendría lugar completamente en peso mediano en 160 libras y sin cláusula de re-hidratación, eso significa que Golovkin y Álvarez serían capaces de obtener un ilimitado peso después del pesaje. El 5 de junio, el T-Mobile Arena en Las Vegas es anunciado como el estadio de la pelea, y esta sería la primera vez que Golovkin peleara en el estado de Nevada. El AT&T Stadium, Madison Square Garden y Dodger Stadium quedaron fuera de albergar la pelea.
Finalmente ambos peleadores lograrían enfrentarse en un combate parejo, donde el mexicano sería quien mostraría ser mejor en los seis primeros rounds, y el kazajo mostraría su superioridad en los siguientes. Ambos peleadores demostraron un gran resistencia a los golpes, ya que ambos recibirían fuertes lanzamientos de parte de su rival; Golovkin durante la mayor parte de la pelea iría hacia adelante atacando a Álvarez; no obstante, este último luciría una gran capacidad para evadir los golpes de Gennady. Al final el resultado sería un empate por decisión dividida; siendo este el segundo en la carrera de Saúl Álvarez y el primero de la de Gennady Golovkin.
Ambos se enfrentarían el 5 de mayo de 2018, sin embargo la fecha se cambió por el 15 de septiembre de ese mismo año debido al positivo de Canelo por clembuterol (sustancia con propiedades anabólicas) lo que derivó en la suspensión temporal de su licencia de boxeador.

#### Álvarez vs Golovkin II
Inmediatamente después del controvertido final de la pelea, se comenzó a hablar de otro combate entre «El Canelo» Álvarez y Golovkin. Estaba planeada la siguiente pelea para septiembre de 2018, dado que Golovkin tenía una pelea programada en diciembre de 2017. ESPN reportó que Álvarez quién solo tenía en su contrato la cláusula de revancha, debía activarla dentro de tres semanas de su pelea. El 19 de septiembre, el presidente de Golden Boy Promotions Eric Gómez dijo a ESPN que estaban interesados en la revancha y tendrían pláticas muy estrechas con Tom Loeffler en los días siguientes. Ring TV reportó que las negociaciones ya estaban iniciadas el 22 de septiembre. El 24 de septiembre, Gómez dijo que la revancha tendría lugar cerca del mes de marzo. Las negociaciones seguían y en la convención anual N° 55 en Bakú, Azerbaiyán el 2 de octubre, el CMB ordenó oficialmente la revancha. El presidente de Golden Boy Eric Gómez dijo a ESPN: «Sin importar que ordenaran la revancha, estamos tratando que esto suceda» El 7 de noviembre, Eric Gómez indicó que las negociaciones iban bien y Álvarez tomaría una decisión sin importar que la revancha tardará semanas. Golden Boys creyó que podía esperar hasta después de la pelea entre David Lemieux y Billy Joe Saunders por el título de la WBO el 16 de diciembre de 2017 antes de hacer su decisión. El 15 de noviembre, Eddie Hearn, promotor de Daniel Jacobs iniciaría acercamiento con Tom Loeffler, para un posible combate entre Golovkin y Jacobs si la revancha entre Álvarez y Golovkin no se realizaba en esa fecha. El 20 de diciembre Eric Gómez anunció que las negociaciones habían terminado después de que Álvarez aceptó el compromiso para que Golden Boy firmará los contratos. El 29 de enero del 2018, HBO finalmente anunció la revancha con fecha del 5 de mayo correspondiente a un fin de semana. El 22 de febrero, la T-Mobile Arena fue otra vez seleccionada para la pelea. De acuerdo al Consejo Mundial de Boxeo, a diferencia de la primera pelea, Álvarez pelearía por su título.
En marzo de 2018, Álvarez dio examen positivo a una sustancia prohibida: clembuterol antes de la pelea. Se inicia la controversia. El mánager de Golovkin Abel Sánchez reclama que Álvarez tenía sus manos envueltas de manera ilegal en la primera pelea. El 23 de marzo, the Nevada State Athetic Commission suspende de manera temporal a Álvarez debido a dos resultados positivos para el clembuterol, sustancia prohibida. Álvarez fue citado para un audiencia, ya fuera por la vía telefónica o personalmente para el 10 de abril. La Comisión decide en la audiencia la suspensión de la pelea la cual es pospuesta más adelante. El 28 de marzo, MGM Resorts International, dueña de T-Mobile Arena, empieza a ofrecer la devolución de las entradas compradas para la pelea. Escriben <un aficionado pidió un reembolso el cual se devolvería en su sitio de compra original con su total devolución. El periódico The Las Vegas Review-Journal reportaba las noticias. La audiencia fue reprogramada para el 18 de abril de acuerdo a información filtrada de Bob Bennett por una queja de Álvarez. El 3 de abril, oficialmente Canelo se retiraba de la pelea. Golden Boy mencionó durante una conferencia de prensa que a Álvarez le insinuaron que no había estaba muy claro en la audiencia y querían tener tiempo suficiente para promocionar el combate.
El 13 de abril, de manera no oficial, Álvarez se realizó un nuevo chequeo en un hospital privado en Guadalajara, Jalisco, México para la realización de una artroscopia de la rodilla. Un vocero de Golden Boy dijo más tarde que era una cirugía cosmética. Después de la cirugía, circularon fotos de Álvarez en las redes sociales, con una leyenda: «Hoy me realizaron una endoscopía para reparar el cartílago femoral interno con eliminación de los hallazgos patológicos encontrados en la rodilla derecha».Eric Gómez de Golden Boy confirmariía más tarde lo dicho por Álvarez como «un quiste por fuera de la rodilla» sin haber daño en la rodilla intervenida.
En la audiencia, Álvarez recibió seis meses de suspensión. a partir de la fecha del primer examen antidopaje realizado el 17 de febrero, terminando la suspensión el 17 de agosto de 2018. VADA informó que Álvarez no estaba incluido en el programa de exámenes. Su promotor De la Hoya anunció su regreso al ring el día de la Independencia Mexicana.
Según comentario de Golovkin del 26 de abril, antes de derrotar a Martirosyan, la pelea con Álvarez era un prioridad. Durante una conferencia de prensa,. mencionó como «la más grande pelea en el mundo» con beneficio a todas las partes participantes. Golovkin mencionó que la revancha le había dado un 10% de felicidad. Eric Gomes y Tom
Loeffler comenzaron a entrar en negociaciones después del 5 de mayo. Uno de los principales puntos establecía la revancha a realizar en sitio por decidir. Álvarez recibiría 65/35 a su favor y con los mismos términos aceptados por Golovkin inicialmente aunque quería 50/50 de las ganancias.
El 6 de junio, Golovkin fue desconocido de su título mundial del IBF debido a no seguir los lineamientos establecidos por dicho organismo. El IBF concedió como una excepción a Golovkin la pelea con Martirosyan pero no sancionando ellos la pelea. Por lo tanto su equipo inició las negociaciones para pelear con el retador oficial Sergiy Derevyanchenko para el 3 de agosto de 2018. El IBP dio a conocer lo establecido en detalle. El 7 de junio, el equipo de Golovkin aceptó el 55/45 a favor de Álvarez. El 12 de junio, Golden Boy le dio a Golovkin 24 h para aceptar 57½-42½ a favor de Álvarez o querían explorar otras peleas. En este tiempo, Golden Boy había iniciado ligeras negociaciones con Eddie Hearn para una pelea contra Daniel Jacobs. Ese mismo tiempo, Loeffler estuvo trabajando intensamente con Frank Warren para la pelea entre Saunders con Golovkin para a fines de agosto. Golovkin rechazó el ofrecimiento y De la Hoya estableció que no habría revancha. Después de esto, algunas informaciones indicaron que ambas partes negociarían después de «Hail Mary» después de la pelea. Horas más tarde, De la Hoya confirmó mediante su Twitter acerca de los términos que se habían agregado a la pelea la cual tomaría forma el 15 de septiembre de 2019 en el T-Mobile Arena en Paradise, Nevada. Golovkin reveló a ESPN que había aceptado el 45% para su licencia de boxeo el 18 de agosto. Esto fue confirmado por ambos peleadores pero no físicamente, viniendo de cara a cara con cada uno de ellos antes de la semana de la pelea. Una conferencia de prensa realizada el 3 de julio. El 3 de septiembre debido a la mayoría del voto del panel, está fue anunciada como vacante. El título de peso mediano podría ser votado por The Ring Magazzine. Doug Fischer escribió: «Pusimos la pregunta en el panel de ratings, en una sola presentación, votando en favor de la revista por el título de 160 libras siendo puesto en juego cuando dos estrellas se enfrenten en T.Mobile Arena en Las Vegas».

### Supermediano

#### Álvarez vs Fielding
En octubre de 2018, Álvarez anunció que pelearía con el boxeador británico de 31 años Rocky Fielding (27-1, con 15 nocauts) en el Madison Square Garden de la ciudad de Nueva York por el título regular de peso supermediano de la AMB.
El día 15 de diciembre de 2018, Álvarez ganó por nocaut técnico después de derribar repetidamente a Fielding con golpes al cuerpo. Después de cuatro caídas sufridas por Fielding, el referí Ricky González detuvo el combate.

### Regreso a Mediano

#### Álvarez vs Jacobs
El 4 de mayo de 2019, en el T-Mobile Arena de Las Vegas, Nevada, defendió sus cinturones CMB, AMB, The Ring y campeonato lineal frente al campeón de la FIB Daniel Jacobs en una pelea unificatoria de peso medio.
Jacobs, un neoyorquino de 31 años que venció al cáncer y se volvió campeón del mundo, tenía un registro de 35-2 con 29 nocauts. A pesar de su derrota con Gennady Golovkin en 2017, Daniel Jacobs no había perdido desde entonces y obtuvo el cinturón mediano de la FIB al derrotar por DU al ucraniano Sergiy Derevyanchenko. Álvarez ganó vía decisión unánime con tarjetas 115-113, 115-113, 116-112. Álvarez tuvo un 40.3% de efectividad al conectar 188 golpes de 466 lanzados, Jacobs tuvo un 20.2% de efectividad al conectar 131 golpes de 649 lanzados.
Al 23 de mayo de 2019, Canelo es clasificado por ESPN y la revista The Ring como número 3 libra por libra, por detrás del ucraniano Vasyl Lomachenko y el estadounidense Terence Crawford.

### Semipesado

#### Álvarez vs Kovalev
El 13 de septiembre de 2019, anunció a través de redes sociales que subiría dos divisiones para retar al campeón de peso semipesado de la Organización Mundial de Boxeo, el ruso Sergey Kovalev. El 2 de noviembre de 2019 en el MGM Grand Garden Arena de Las Vegas, Nevada, Canelo Álvarez derrotó a Sergey Kovalev en el asalto 11, para convertirse en campeón en 4 divisiones.
Kovalev controló la distancia con su jab atacando el rostro de Álvarez, mientras que el mexicano avanzaba con la guardia arriba buscando una apertura dentro de la defensa de Kovalev. Álvarez comenzó a encontrar la distancia con su gancho de izquierda en los asaltos intermedios, atacando el cuerpo de Kovalev e intentando agotarlo. Álvarez siguió avanzando con los guantes protegiendo su cabeza y presionando al rival más grande. En el asalto 11 Álvarez lanzó una combinación de izquierda-derecha que mandó a Kovalev a la lona y finalizó la pelea. Kovalev quedó sobre sus rodillas y con la mano derecha colgando de la segunda cuerda cuando la pelea fue detenida a los 2:15 del 11.º asalto.
La victoria sobre el ruso Sergey Kovalev y el título en la cuarta categoría de peso no pasó desapercibido: Sául Álvarez fue clasificado 1 en la lista de los mejores boxeadores del mundo libra por libra de la revista The Ring.
«Canelo como número 1 es una buena decisión, aún con todos los asteriscos que permanecen en su nombre», dijo el editor de la edición digital en español de 'The Ring'.
«Su historial es tres veces más grande que el de Lomachenko, equiparables en calidad y sólo distintos en número de peleas, y sus logros están allí. Nosotros movimos a Loma basándonos en su victoria ante Jorge Linares, y Kovalev es el Jorge Linares de Canelo».
Canelo es apenas el segundo mexicano en alcanzar dicha distinción, luego del legendario Julio César Chávez lo ocupara.

##### Controversia
La polémica empezó cuando el pugilista ruso declaró en un vídeo que el sentía que no iba en buenas condiciones a la pelea pero que la había tomado porque la bolsa era atractiva. Cabe aclarar que el combate originalmente iba a realizarse en septiembre de ese mismo año, pero Kovalev optó por pelear en agosto ante Anthony Yarde y en noviembre con el mexicano.

### Regreso a Supermediano
El 6 de noviembre del 2020, Álvarez se convirtió en agente libre, tras romper relaciones contractuales con Golden Boy Promotions. Representantes de Álvarez y Golden Boy llegaron a un acuerdo para dejar a Canelo como agente libre.

#### Álvarez vs Smith
El 17 de noviembre del 2020, anunció que enfrentaría al campeón Callum Smith en una pelea unificatoria por el cinturón súper AMB y el cinturón vacante CMB de las 168 libras. Callum Smith, un boxeador británico de 30 años de edad, llegaba con una marca de 27 victorias, 0 derrotas y 19 nocauts, además de poseer el cinturón súper AMB de las 168 libras y estar rankeado por ESPN como el número uno en dicha división. Analistas británicos como Tony Bellew expresaron que la ventaja en estatura y alcance para Callum Smith podría complicar a Álvarez e incluso ganar por la vía rápida. La pelea se llevó a cabo el 19 de diciembre en el Alamodome, en San Antonio, Texas. Álvarez derrotó a Smith vía decisión unánime. En enero del 2021, Smith declaró: «Es difícil golpearlo claramente. Cuando yo estaba lanzando golpes él me hacía fallar a pesar de que él tampoco estuviera lanzando golpes del todo. Aún así, sabe como neutralizarte. No creo que alguien pueda derrotarlo ahora mismo. Tiene una buena defensa y pegada». Álvarez terminó el 2020 rankeado como número uno libra por libra por la Asociación de Escritores de Boxeo de Estados Unidos, el Ranking Transnacional de Boxeo, The Ring Magazine, BoxRec, entre otras revistas especializadas de boxeo.

#### Álvarez vs Yildirim
El 21 de enero de 2021, anunció la fecha de su pelea contra Avni Yildirim, un boxeador profesional turco nacido en 1991 que ganó el título de peso supermediano del CMB en 2019. Canelo y Yildrim se enfrentaron en el Hard Rock Stadium de Miami el 27 de febrero del mismo año (2021). Este combate fue una defensa obligada para Álvarez para así mantener su título de peso supermediano del Consejo Mundial de Boxeo, ya que tenía que enfrentarse al contendiente número uno de esta organización. La pelea tuvo 3 asaltos y la victoria fue para Álvarez con un nocaut.

#### Álvarez vs Saunders
El 8 de mayo del 2021, en el AT&T Stadium en Arlington, Texas, Saúl Álvarez enfrentó al campeón mundial de la OMB del peso supermediano, el invicto Billy Joe Saunders en una pelea unificatoria de las 168 libras. Álvarez expuso sus títulos del CMB, AMB y The Ring, Saunders su cinturón de la OMB.
Luego de 7 asaltos competitivos entre Álvarez y Saunders, en el asalto 8 un uppercut de derecha de Álvarez causó una lesión en el pómulo derecho de Saunders. Saunders no salió de su esquina para el noveno asalto. Posteriormente fue trasladado al hospital donde se confirmó la fractura en la cavidad orbital de su ojo derecho.
De acuerdo a las estadísticas de Compubox, Álvarez superó a Saunders durante la pelea, conectando 73 de sus 203 golpes lanzados (35.4% de efectividad), mientras que Saunders conectó 60 de sus 284 golpes lanzados (21.1% de efectividad). Saunders superó a Álvarez en los asaltos 5 al 7, conectando 31 golpes por 18 de Álvarez, pero Álvarez revirtió el resultado en el octavo asalto, conectando 12 golpes de poder de sus 23 golpes lanzados.

#### Álvarez vs Plant
El 5 de noviembre se llevó a cabo el pesaje previo a la pelea que se desarrolló en el MGM Grand el 6 de noviembre. Durante el pesaje, que se vivió de forma tensa, Álvarez y Plant prometieron que se viviría una verdadera guerra arriba del cuadrilátero. Durante la presentación del combate en llamado "Face to Face", Canelo y Plant pasaron de los insultos a los golpes, cuando Plant insultó a la madre del Canelo, según declaraciones del boxeador mexicano por lo que le propinó un golpe en el pómulo derecho. Se dijo que la pelea estaba en riesgo, pero finalmente se llegó a un acuerdo para que se realizara.
La pelea se desarrolló el sábado 6 de noviembre en Las Vegas, Nevada. El Canelo derrotó por nocaut al estadounidense Plant en el asalto 11 cuando con tres golpes seguidos mandó a la lona en una primera instancia. Plant se levantó, pero finalmente cayó de nueva cuenta con un contundente golpe del Canelo, con el que el referí decretó la victoria del mexicano. Saúl Álvarez se convirtió en el primer campeón indiscutido de la división de 168 libras.

### Regreso a Semipesado

#### Álvarez vs Bivol
En la Convención del WBC el 15 de noviembre de 2021 en la Ciudad de México, el WBC aprobó la solicitud del entrenador y gerente de Álvarez, Eddy Reynoso, para que Álvarez desafiara a Ilunga Makabu por su título de peso crucero del WBC. Álvarez nunca ha competido en el peso crucero, por lo que Reynoso tuvo que solicitar al CMB que ordenara la pelea por el título. El límite de peso crucero era de 200 libras, pero el WBC lo había reducido recientemente a 190 libras debido a la introducción del peso Bridger. Se rumoreaba que la pelea tendría lugar en mayo de 2022. Esto finalmente no se materializó, ya que Makabu se vio obligado a una defensa obligatoria de su título en una revancha contra Thabiso Mchunu el 29 de enero de 2022, que el primero ganó por decisión dividida. En cambio, el 25 de febrero de 2022 se anunció que Álvarez había firmado un contrato de dos peleas con Matchroom Boxing; la primera pelea lo vería regresar a la división de peso semipesado para desafiar al invicto campeón de la AMB (súper) Dmitry Bivol el 7 de mayo en una pelea que sería televisada como la primera oferta de pago por evento del servicio de transmisión de deportes DAZN en los Estados Unidos y Canadá.
En una sorpresiva decisión, los tres jueces anotaron la pelea 115-113 a favor de Bivol para darle a Álvarez la segunda derrota de su carrera profesional. Según las estadísticas de golpes de CompuBox, Bivol había superado a Álvarez en cada ronda de la pelea, con un total de 152 golpes conectados de 710 lanzados (21%), en comparación con los 84 de 495 de Álvarez (17%). Muchos reporteros y expertos de los medios llamaron la atención sobre las tarjetas de puntuación oficiales de los jueces: los tres jueces habían calificado a Álvarez como ganador de las primeras cuatro rondas, algo que fue rotundamente criticado y descrito por el reportero de ESPN Mike Coppinger como "desconcertante". A pesar de la opinión pública generalizada de que Bivol era el merecido ganador, Álvarez no estuvo de acuerdo con esta noción y afirmó en su entrevista posterior a la pelea: "No siento que perdí la pelea... Personalmente, sentí que él [Bivol] solo ganó cuatro o cinco rondas". Continuó expresando su deseo de pelear contra Bivol nuevamente: "Queremos la revancha, y lo haremos mejor en la revancha". A pesar de esto, una revancha entre Álvarez y Bivol no se materializó de inmediato, ya que Canelo por contrato debía enfrentar al campeón de peso mediano de la AMB (Super) y la FIB, Gennady Golovkin, en una pelea de trilogía como su oponente para su próxima pelea.

### Regreso a Supermediano

#### Álvarez vs. Golovkin III
A pesar de que Álvarez expresó su deseo de vengar su derrota contra el campeón de peso semipesado (súper) de la AMB Dmitry Bivol en una revancha, el 24 de mayo de 2022 se anunció que Álvarez regresaría a la división de peso súper mediano para defender sus títulos indiscutibles contra Gennady Golovkin en una pelea de trilogía el 17 de septiembre. La pelea verá a Golovkin, el campeón de peso mediano de la AMB (Super) y la FIB, competir en la división de peso súper mediano por primera vez en su carrera, mientras que será la sexta pelea de Álvarez en la misma categoría de peso.
En la primera conferencia de prensa previa a la pelea el 25 de junio de 2022 en Los Ángeles, Álvarez describió la rivalidad entre él y Golovkin como "personal" en lugar de simplemente competitiva. Álvarez dijo de su oponente: “Siempre finge ser un buen tipo pero es un imbécil. Es un gilipollas... Está hablando muchas cosas de mí. Por eso es personal". Álvarez continuó expresando su entusiasmo ante la perspectiva de enviar a su oponente al retiro, y admitió que recibió gratificación al hacer que Golovkin esperara cuatro años para una pelea de trilogía en sus propios términos, en su categoría de peso preferida de supermediano: "Me hace sentir bien".
En la noche de la pelea, Álvarez derrotó a Golovkin por decisión unánime con puntuaciones de 115-113 (dos veces) y 116-112.

#### Canelo vs. Ryder
El 14 de marzo de 2023, se anunció que Álvarez estaría haciendo la segunda defensa de sus indiscutibles títulos de súper mediano contra el campeón interino de la OMB John Ryder a Estadio Akron en su ciudad natal de Guadalajara, el 6 de mayo. La pelea marcaría el primer combate de Álvarez en su país de origen en más de once años. Álvarez derribó a Ryder en el quinto round y ganó la pelea por decisión unánime después de que los jueces anotaron la pelea con puntuaciones de: 118-109, 118-109 y 120-107.

#### Canelo vs. Charlo
El 30 de septiembre de 2023, Álvarez defendió sus títulos contra el entonces campeón indiscutible de peso súper mediano Jermell Charlo, Canelo ganó la pelea por decisión unánime.

#### Canelo vs. Munguía
El 27 de febrero de 2024 se informó que Canelo defendería sus títulos indiscutibles de peso súper mediano contra Jaime Munguía el 4 de mayo en Las Vegas, fin de semana del Cinco de Mayo. La pelea fue confirmada el 12 de marzo de 2024. Canelo ganó la pelea por decisión unánime (117-110, 116-111, 115-112).

#### Canelo vs Scull
Saúl Álvarez tiene una próxima pelea el 3 de mayo de 2025 contra William Scull en Arabia Saudita. Esta pelea será por todos los campeonatos del Peso Supermediano. 

### Críticas deIgnacio Beristáin
En febrero de 2025, el reconocido entrenador mexicano, Ignacio Beristáin, lanzó duras críticas hacia Saúl "Canelo" Álvarez, poniendo en duda la autenticidad de sus peleas y manifestando un profundo malestar con la trayectoria del boxeador tapatío. 

## Títulos mundiales
- Campeón mundial de peso superwélter del WBC.[94]
- Campeón mundial de peso superwélter de la WBA. (Super)
- Campeón mundial de peso superwélter de la WBO.
- Campeón mundial de peso superwélter de The Ring.
- Campeón mundial Lineal de peso superwélter.
- Campeón mundial de peso mediano del WBC. (2 veces)
- Campeón mundial de peso mediano de la WBA. (Super)
- Campeón mundial de peso mediano de la IBF.
- Campeón mundial de peso mediano de The Ring. (2 veces)
- Campeón mundial Lineal de peso mediano.
- Campeón mundial de peso supermediano de la WBA. (Regular)
- Campeón mundial de peso supermediano de la WBA. (Super)
- Campeón mundial de peso supermediano del WBC.
- Campeón mundial de peso super mediano de la WBO.
- Campeón mundial de peso super mediano de la IBF. (2 veces)
- Campeón mundial de peso supermediano de The Ring.
- Campeón mundial Lineal de peso supermediano.
- Campeón mundial de peso semipesado de la WBO.[95]

### Títulos internacionales
- Campeón Fedecentro de peso wélter de la WBA.
- Campeón de peso wélter de la NABF.
- Campeón latino de peso wélter de la WBO.
- Campeón mundial juvenil de peso wélter del WBC.

### Títulos nacionales
- Olimpiada Juvenil Nacional 2005.

## Como empresario
Fuera del ámbito deportivo, Saúl "Canelo" Álvarez ha creado una serie de empresas de diversos ámbitos, entre ellas:
- Canelo Energy: Cadena de Gasolinerías con más de 100 estaciones por todo México.
- Canelo Espectáculos: promotora eventos artísticos, deportivos y musicales.
- Canelo Promotions: Empresa que promueve peleas de box.
- Canelo Mobile: Línea de teléfonos en Estados Unidos.
- SSA Capitales: Empresa de inversiones.[96]
- Tiendas UPPER: Cadena de "Minisuper".[97]
- Yaoca: bebidas y suplementos para el entrenamiento deportivo.[98]
- No Boxing No Life: Material y equipamiento de boxeo

## Patrocinios comerciales
Desde 2012 Álvarez ha acumulado diversos acuerdos con marcas de alcance mundial. En marzo de 2012 Under Armour lo incorporó como su primer boxeador patrocinado mediante un contrato plurianual de indumentaria. El 6 de febrero de 2014 firmó un convenio exclusivo con Everlast para usar sus guantes y equipamiento de entrenamiento. La cervecera mexicana Tecate lo convirtió en imagen de su campaña «Born Bold» en febrero de 2016, primer patrocinio individual de la marca. En septiembre de 2017 la casa de coñac Hennessy lo incorporó a su lema global «Never Stop. Never Settle.» mediante un acuerdo de largo plazo. El relojero suizo Roger Dubuis lo nombró embajador en diciembre de 2018 y lanzó la edición limitada Excalibur «Canelo».  Finalmente, el 2 de mayo de 2025 se anunció su nombramiento como embajador global de la casa de apuestas en línea 1win, dentro de un acuerdo plurianual.

## Récord en boxeo profesional
| Récord profesional | Récord profesional | Récord profesional |
| 67 peleas          | 63 victorias       | 2 derrotas         |
| ------------------ | ------------------ | ------------------ |
| Nocaut             | 39                 | 0                  |
| Decisión           | 24                 | 2                  |
| Empate             | 2                  | 2                  |

| Resultado | Récord | Rival                   | Método | Asalto, tiempo | Fecha                    | Localización                                            | Notas                                                                                        |
|           |        | Terence Crawford        |        |                | 13 de septiembre de 2025 | Allegiant Stadium, Las Vegas, Nevada                    |                                                                                              |
| Victoria  | 63-2-2 | William Scull           | U.D.   | 12             | 3 de mayo de 2025        | Anb Arena, Riyadh, Arabia Saudita                       | Retiene WBC, WBA (Súper) y WBO Supermediano. Gana IBF Súpermediano.                          |
| Victoria  | 62-2-2 | Edgar Berlanga          | U.D.   | 12             | 14 de septiembre de 2024 | T-Mobile Arena, Las Vegas, Nevada                       | Retiene WBC, WBA (Súper) y WBO Supermediano.                                                 |
| Victoria  | 61-2-2 | Jaime Munguía           | U.D.   | 12             | 4 de mayo de 2024        | T-Mobile Arena, Las Vegas, Nevada                       | Retiene WBC, WBA (Súper), WBO y IBF Supermediano.                                            |
| Victoria  | 60-2-2 | Jermell Charlo          | U.D.   | 12             | 30 de septiembre de 2023 | T-Mobile Arena, Las Vegas, Nevada                       | Retiene WBC, WBA (Súper), WBO y IBF Supermediano.                                            |
| Victoria  | 59-2-2 | John Ryder              | U.D.   | 12             | 6 de mayo de 2023        | Estadio Akron, Guadalajara, Jalisco                     | Retiene WBC, The Ring, WBA (Súper), WBO y IBF Supermediano.                                  |
| Victoria  | 58-2-2 | Gennady Golovkin        | U.D.   | 12             | 17 de septiembre de 2022 | T-Mobile Arena, Las Vegas, Nevada                       | Retiene WBC, The Ring, WBA (Súper), WBO y IBF Supermediano.                                  |
| Derrota   | 57-2-2 | Dmitry Bivol            | U.D.   | 12             | 7 de mayo de 2022        | T-Mobile Arena, Las Vegas, Nevada                       | Por WBA (Súper) en Peso Semipesado.                                                          |
| Victoria  | 57-1-2 | Caleb Plant             | T.K.O. | 11 (12), 0:35  | 6 de noviembre de 2021   | MGM Grand Garden Arena, Las Vegas, Nevada               | Defiende WBA (Súper), The Ring, WBO y WBC Supermediano. Gana (IBF Supermediano).             |
| Victoria  | 56-1-2 | Billy Joe Saunders      | RTD    | 8 (12) - 3:00  | 8 de mayo de 2021        | AT&T Stadium, Arlington, Texas                          | Retiene WBA (Super), The Ring y WBC Supermediano. Gana (WBO Supermediano).                   |
| Victoria  | 55-1-2 | Avni Yildirim           | RTD    | 3 (12) - 3:00  | 27 de febrero de 2021    | Hard Rock Stadium, Miami, Florida                       | Retiene (WBA (Super), The Ring y WBC Supermediano.)                                          |
| Victoria  | 54-1-2 | Callum Smith            | U.D.   | 12             | 19 de diciembre de 2020  | Alamodome, San Antonio, Texas                           | Gana (WBA (Super), The Ring y WBC Supermediano.)                                             |
| Victoria  | 53-1-2 | Sergey Kovalev          | K.O.   | 11 (12) - 2:12 | 2 de noviembre de 2019   | MGM Grand Garden Arena, Las Vegas, Nevada               | Gana (WBO Semipesado)                                                                        |
| Victoria  | 52-1-2 | Daniel Jacobs           | U.D.   | 12             | 4 de mayo de 2019        | T-Mobile Arena, Las Vegas, Nevada                       | Retiene (WBA (Super), WBC, The Ring y Lineal Mediano). Gana (IBF Mediano                     |
| Victoria  | 51-1-2 | Rocky Fielding          | T.K.O. | 3 (12) - 2:38  | 15 de diciembre de 2018  | Madison Square Garden, Nueva York, Estados Unidos       | Gana (WBA (Regular) Supermediano)                                                            |
| Victoria  | 50-1-2 | Gennady Golovkin        | M.D.   | 12             | 15 de septiembre de 2018 | T-Mobile Arena, Las Vegas, Nevada                       | Gana (WBA (Super), IBO, WBC y The Ring Mediano).                                             |
| Empate    | 49-1-2 | Gennady Golovkin        | S.D.   | 12             | 16 de septiembre de 2017 | T-Mobile Arena, Las Vegas, Nevada                       | Por (WBA (Super), IBF, IBO y Lineal Mediano). Retiene (The Ring Mediano).                    |
| Victoria  | 49-1-1 | Julio César Chávez, Jr. | U.D.   | 12             | 6 de mayo de 2017        | T-Mobile Arena, Las Vegas, Nevada                       |                                                                                              |
| Victoria  | 48-1-1 | Liam Smith              | K.O.   | 9 (12) - 2:28  | 17 de septiembre de 2016 | AT&T Stadium, Arlington, Texas                          | Gana (WBO Superwélter).                                                                      |
| Victoria  | 47-1-1 | Amir Khan               | K.O.   | 6 (12) - 0:32  | 7 de mayo de 2016        | T-Mobile Arena, Las Vegas                               | Retiene (WBC Mediano).                                                                       |
| Victoria  | 46-1-1 | Miguel Cotto            | U.D.   | 12             | 21 de noviembre de 2015  | Mandalay Bay, Las Vegas, Nevada                         | Gana (WBC y The Ring Mediano).                                                               |
| Victoria  | 45-1-1 | James Kirkland          | K.O.   | 3 (12) - 2:19  | 9 de mayo de 2015        | Minute Maid Park, Houston, Texas                        |                                                                                              |
| Victoria  | 44-1-1 | Erislandy Lara          | S.D.   | 12             | 12 de julio de 2014      | MGM Grand Garden Arena, Las Vegas, Nevada               |                                                                                              |
| Victoria  | 43-1-1 | Alfredo Angulo          | T.K.O. | 10 (12) - 0:47 | 8 de marzo de 2014       | MGM Grand Garden Arena, Las Vegas, Nevada               |                                                                                              |
| Derrota   | 42-1-1 | Floyd Mayweather, Jr.   | M.D.   | 12             | 14 de septiembre de 2013 | MGM Grand Garden Arena, Las Vegas, Nevada               | Pierde (WBC y The Ring Superwélter). Por WBA (Súper) Superwélter                             |
| Victoria  | 42-0-1 | Austin Trout            | U.D.   | 12             | 20 de abril de 2013      | Alamodome, San Antonio, Texas                           | Retiene (WBC Superwélter). Gana (WBA (regular) y Lineal superwelter)(The Ring Superwélter ). |
| Victoria  | 41-0-1 | Josesito López          | T.K.O. | 5 (12) - 2:55  | 15 de septiembre de 2012 | MGM Grand Garden Arena, Las Vegas, Nevada               | Retiene (WBC superwélter).                                                                   |
| Victoria  | 40-0-1 | Shane Mosley            | U.D    | 12             | 5 de mayo de 2012        | MGM Grand Garden Arena, Las Vegas, Nevada               | Retiene (WBC superwélter).                                                                   |
| Victoria  | 39-0-1 | Kermit Cintrón          | T.K.O. | 5 (12) - 2:53  | 26 de noviembre de 2011  | Monumental Plaza de toros México, México, D. F.         | Retiene (WBC Superwélter).                                                                   |
| Victoria  | 38-0-1 | Alfonso Gómez           | T.K.O. | 6 (12) - 0:25  | 18 de septiembre de 2011 | Staples Center, Los Ángeles, California                 | Retiene (WBC Superwélter).                                                                   |
| Victoria  | 37-0-1 | Ryan Rhodes             | T.K.O. | 12 (12) - 0:48 | 18 de junio de 2011      | Arena VFG, Guadalajara, Jalisco                         | Retiene (WBC Superwélter).                                                                   |
| Victoria  | 36-0-1 | Matthew Hatton          | U.D.   | 12             | 5 de marzo de 2011       | Honda Center, Anaheim, California                       | Gana (WBC Superwélter).                                                                      |
| Victoria  | 35-0-1 | Lovemore N'dou          | U.D.   | 12             | 4 de diciembre de 2010   | Parque Deportivo Universitario "Beto Ávila", Veracruz   | Retiene (WBC (plata) Superwélter).                                                           |
| Victoria  | 34-0-1 | Carlos Baldomir         | K.O.   | 6 (10) - 2:58  | 18 de septiembre de 2010 | Staples Center, Los Ángeles, California                 | Retiene (WBC en el Superwélter).                                                             |
| Victoria  | 33-0-1 | Luciano Cuello          | T.K.O. | 6 (12) - 1:23  | 10 de julio de 2010      | Arena VFG, Guadalajara, Jalisco                         | Gana (WBC en el Superwélter).                                                                |
| Victoria  | 32-0-1 | José Miguel Cotto       | T.K.O. | 9 (10) - 2:51  | 1 de mayo de 2010        | MGM Grand Las Vegas, Las Vegas, Nevada                  | Retiene (NABF Superwélter).                                                                  |
| Victoria  | 31-0-1 | Brian Camechis          | T.K.O. | 3 (12) - 0:23  | 6 de marzo de 2010       | Palenque de la Feria, Tuxtla Gutiérrez, Chiapas         | Retiene (NABF Superwélter).                                                                  |
| Victoria  | 30-0-1 | Lanardo Tyner           | U.D.   | 12             | 5 de diciembre de 2009   | Tepic, Nayarit                                          | Retiene (NABF Superwélter).                                                                  |
| Victoria  | 29-0-1 | Carlos Herrera          | T.K.O. | 1 (10) - 2:46  | 15 de septiembre de 2009 | Auditorio siglo XXI, Puebla, Puebla                     | Retiene (WBC (juvenil) Wélter).                                                              |
| Victoria  | 28-0-1 | Marat Khuzeev           | K.O.   | 2 (10) - 2:33  | 8 de agosto de 2009      | Auditorio Benito Juárez, Zapopan, Jalisco               | Gana (WBC (juvenil) Wélter).                                                                 |
| Victoria  | 27-0-1 | Jefferson Luís Gonçalo  | K.O.   | 9 (12) - 1:54  | 6 de junio de 2009       | Parque Xcaret, Cancún, Quintana Roo                     | Retiene (NABF Wélter).                                                                       |
| Victoria  | 26-0-1 | Michel Rosales          | T.K.O. | 10 (12) - 2:53 | 11 de abril de 2009      | Gimnasio Niños Héroes, Tepic, Nayarit                   | Retiene (NABF Wélter).                                                                       |
| Victoria  | 25-0-1 | Euri González           | T.K.O. | 11 (12) - 1:36 | 21 de febrero de 2009    | Auditorio Benito Juárez, Zapopan, Jalisco               | Retiene (NABF y WBO (latino) Wélter).                                                        |
| Victoria  | 24-0-1 | Antonio Fitch           | T.K.O. | 1 (12) - 1:52  | 17 de enero de 2009      | Foro Scotiabank, Polanco, México, D. F.                 | Gana (NABF y WBO (latino) Wélter).                                                           |
| Victoria  | 23-0-1 | Raúl Pinzón             | T.K.O. | 1 (12) - 2:30  | 5 de diciembre de 2008   | Miccosukee Indian Gaming Resort, Miami, Florida         | Retiene (WBA (Fedecentro) Wélter).                                                           |
| Victoria  | 22-0-1 | Larry Mosley            | U.D.   | 10             | 24 de octubre de 2008    | Morongo Casino Resort & Spa, Cabazon, California        |                                                                                              |
| Victoria  | 21-0-1 | Carlos Adán Jerez       | U.D.   | 10             | 2 de agosto de 2008      | Auditorio Benito Juárez, Zapopan, Jalisco               | Retiene (WBA (Fedecentro) Wélter).                                                           |
| Victoria  | 20-0-1 | Miguel Vázquez          | U.D.   | 10             | 28 de junio de 2008      | Palenque Calle 2, Zapopan, Jalisco                      |                                                                                              |
| Victoria  | 19-0-1 | Francisco Villanueva    | U.D.   | 10             | 6 de junio de 2008       | Tepic, Nayarit                                          |                                                                                              |
| Victoria  | 18-0-1 | Gabriel Martínez        | R.T.D  | 10 (12) - 0:10 | 14 de abril de 2008      | Salón Marbet Plus, Ciudad Nezahualcóyotl, México, D. F. | Gana (WBA (Fedecentro) Wélter).                                                              |
| Victoria  | 17-0-1 | Francisco Villanueva    | R.T.D  | 9 (12) - 2:32  | 14 de marzo de 2008      | Coliseo Olímpico de la UG, Guadalajara, Jalisco         | Retiene (Jalisco Wélter).                                                                    |
| Victoria  | 16-0-1 | Axel Rodrigo Solís      | K.O.   | 1 (8)          | 22 de febrero de 2008    | Salón Marbet Plus, Ciudad Nezahualcóyotl, México, D. F. |                                                                                              |
| Victoria  | 15-0-1 | Sean Holley             | T.K.O. | 2 (10)         | 15 de diciembre de 2007  | Auditorio Benito Juárez, Guadalajara, Jalisco           |                                                                                              |
| Victoria  | 14-0-1 | Ricardo Cano            | U.D.   | 12             | 31 de agosto de 2007     | Coliseo Olímpico, Guadalajara, Jalisco                  | Gana (Jalisco Wélter)                                                                        |
| Victoria  | 13-0-1 | Christian Solano        | U.D.   | 10             | 18 de agosto de 2007     | Arena Coliseo, Guadalajara, Jalisco                     |                                                                                              |
| Victoria  | 12-0-1 | Jesús Abel Hernández    | T.K.O. | 2 (10)         | 1 de junio de 2007       | Casino de los Fresnos, Tepic, Nayarit                   |                                                                                              |
| Victoria  | 11-0-1 | Víctor Márquez          | K.O.   | 4 (10) - 1:48  | 19 de mayo de 2007       | Auditorio Benito Juárez, Guadalajara, Jalisco           |                                                                                              |
| Victoria  | 10-0-1 | Iván Illescas           | K.O.   | 4 (10) - 2:40  | 30 de marzo de 2007      | Arena-Casino Los Fresnos, Tepic, Nayarit                |                                                                                              |
| Victoria  | 9-0-1  | Javier Martínez         | T.K.O. | 8 (10)         | 2 de marzo de 2007       | Casino Los Fresnos, Tepic, Nayarit                      |                                                                                              |
| Victoria  | 8-0-1  | Daniel Martínez         | K.O.   | 2 (8)          | 8 de diciembre de 2006   | Arena Jalisco, Guadalajara, Jalisco                     |                                                                                              |
| Victoria  | 7-0-1  | Francisco Villanueva    | K.O.   | 5 (6) - 1:20   | 29 de septiembre de 2006 | Arena Chololo Larios, Tonalá, Jalisco                   |                                                                                              |
| Victoria  | 6-0-1  | Cristian Hernández      | K.O.   | 2 (6)          | 15 de septiembre de 2006 | Guadalajara, Jalisco                                    |                                                                                              |
| Victoria  | 5-0-1  | Juan Hernández          | K.O.   | 2 (6)          | 21 de julio de 2006      | Arena Coliseo, Guadalajara, Jalisco                     |                                                                                              |
| Empate    | 4-0-1  | Jorge Juárez            | S.D.   | 4              | 17 de junio de 2006      | Auditorio Municipal, Tijuana, Baja California           |                                                                                              |
| Victoria  | 4-0    | Pedro López             | K.O.   | 1 (4)          | 10 de febrero de 2006    | Men´s Club, Guadalajara, Jalisco                        |                                                                                              |
| Victoria  | 3-0    | Miguel Vázquez          | S.D.   | 4              | 20 de enero de 2006      | Guadalajara, Jalisco                                    |                                                                                              |
| Victoria  | 2-0    | Pablo Alvarado          | K.O.   | 2 (4) - 2:25   | 26 de noviembre de 2005  | Arena Chololo Larios, Tonalá, Jalisco                   |                                                                                              |
| Victoria  | 1-0    | Abraham González        | T.K.O. | 4 (4) - 0:18   | 29 de octubre de 2005    | Arena Chololo Larios, Tonalá, Jalisco                   |                                                                                              |